# جاده ای۱۰۷
جاده ای۱۰۷ (به انگلیسی: A107 road) یکی از جاده‌های کشور انگلستان است.
این جاده از ناحیه وایتچپل شروع و در ناحیه هاکنی، لندن به پایان می‌رسد، طول این جاده ۸٫۲ کیلومتر است.